# Пегави барски петлић
Пегави барски петлић (Coturnicops notatus) је врста птице из породице барских кока. Насељава Аргентину, Боливију, Бразил, Колумбију, Фокландска острва, Гвајану, Парагвај, Уругвај и Венецуелу. Његова природна станишта су травњаци умерених предела, суптропски или тропски, сезонски влажни или поплављени низијски травњаци, мочваре и пашњаци.